# Prosoparia tenebrosa
Prosoparia tenebrosa là một loài bướm đêm trong họ Erebidae.